# KBS Drama Awards
O KBS Drama Awards (hangul: KBS 연기대상; rr: KBS Yeon-gi Daesang) é uma cerimônia de premiação apresentada pelo Korean Broadcasting System (KBS) que honra dramas coreanos notáveis transmitidos em sua rede. É realizada anualmente em 31 de dezembro. A maior honra da cerimônia é o "Grande Prêmio" (hangul: 대상; rr: Daesang), concedido ao melhor ator ou atriz do ano.

## Categorias
- Grande Prêmio (대상), a maior honra da cerimônia
- Prêmio Top Excelência em Atuação (최우수상)
- Prêmio Excelência em Atuação (우수상)
- Melhor Ator/Atriz Coadjuvante (조연상)
- Melhor Ator/Atriz Revelação (신인연기상)
- Melhor Ator/Atriz Jovem (청소년 연기상)
- Melhor Ator/Atriz em Drama de Um Ato/Especial/Curta (단막극집상)
- Prêmio PD, concedido ao melhor ator ou atriz, conforme determinado pelos diretores de televisão.
- Melhor Roteirista (작가상)
- Prêmio Especial (특별상)
- Prêmio de Conquista (공로상)
- Prêmio de Popularidade (인기상)
- Prêmio Netizen (네티즌상), concedido ao ator/atriz com mais votos online no site da KBS.
- Prêmio de Melhor Casal (베스트 커플상), concedido ao(s) melhor(es) casal(is) de drama conforme votado pelos usuários registrados no site da KBS.

## Grande Prêmio (Daesang)
| N° | Ano  | Vencedor(a)     | Drama                               | Ref.          |
| -- | ---- | --------------- | ----------------------------------- | ------------- |
| 1  | 1987 | Im Dong-jin     | The Land                            |               |
| 2  | 1988 | Ban Hyo-jung    | The Land                            |               |
| 3  | 1989 | Go Doo-shim     | Fetters of Love                     |               |
| 4  | 1990 | Yu In-chon      | Ambitious Times                     |               |
| 5  | 1991 | Lee Nak-hoon    | Yesterday's Green Grass             |               |
| 6  | 1992 | Oh Hyun-kyung   | TV's The Art of War                 |               |
| 7  | 1993 | Ha Hee-ra       | The Break of Dawn                   |               |
| 8  | 1994 | Lee Deok-hwa    | Hang Myung-hoi                      |               |
| 9  | 1995 | Na Moon-hee     | Even if the Wind Blows              |               |
| 10 | 1996 | Kang Boo-ja     | Men of the Bath House               |               |
| 11 | 1997 | Yoo Dong-geun   | Tears of the Dragon                 |               |
| 12 | 1998 | Choi Soo-jong   | Legendary Ambition                  |               |
| 13 | 1999 | Chae Shi-ra     | The King and the Queen              |               |
| 14 | 2000 | Kim Yeong-cheol | Taejo Wang Geon                     |               |
| 15 | 2001 | Choi Soo-jong   | Taejo Wang Geon                     | [ 1 ]         |
| 16 | 2002 | Yoo Dong-geun   | Empress Myeongseong                 | [ 2 ]         |
| 17 | 2003 | Kim Hye-soo     | Jang Hui-bin                        | [ 3 ]         |
| 18 | 2004 | Go Doo-shim     | More Beautiful Than a Flower        | [ 4 ]         |
| 19 | 2005 | Kim Myung-min   | Immortal Admiral Yi Sun-sin         | [ 5 ]         |
| 20 | 2006 | Ha Ji-won       | Hwang Jini                          | [ 6 ]         |
| 21 | 2007 | Choi Soo-jong   | Dae Jo Yeong                        | [ 7 ]         |
| 22 | 2008 | Kim Hye-ja      | Mom's Dead Upset                    | [ 8 ]         |
| 23 | 2009 | Lee Byung-hun   | IRIS                                | [ 9 ]         |
| 24 | 2010 | Jang Hyuk       | The Slave Hunters                   | [ 10 ]        |
| 25 | 2011 | Shin Ha-kyun    | Brain                               | [ 11 ]        |
| 26 | 2012 | Kim Nam-joo     | My Husband Got a Family             | [ 12 ]        |
| 27 | 2013 | Kim Hye-soo     | Queen of the Office                 | [ 13 ]        |
| 28 | 2014 | Yoo Dong-geun   | What Happens to My Family?          |               |
| 29 | 2015 | Kim Soo-hyun    | The Producers                       | [ 14 ] [ 15 ] |
| 29 | 2015 | Go Doo-shim     | The Virtual Bride, All About My Mom | [ 14 ] [ 15 ] |
| 30 | 2016 | Song Joong-ki   | Descendants of the Sun              |               |
| 30 | 2016 | Song Hye-kyo    | Descendants of the Sun              |               |
| 31 | 2017 | Kim Yeong-cheol | My Father is Strange                |               |
| 31 | 2017 | Chun Ho-jin     | My Golden Life                      |               |
| 32 | 2018 | Yoo Dong-geun   | Marry Me Now                        |               |
| 32 | 2018 | Kim Myung-min   | The Miracle We Met                  |               |
| 33 | 2019 | Gong Hyo-jin    | When the Camellia Blooms            |               |
| 34 | 2020 | Chun Ho-jin     | Once Again                          |               |
| 35 | 2021 | Ji Hyun-woo     | Young Lady and Gentleman            | [ 16 ]        |
| 36 | 2022 | Joo Sang-wook   | The King of Tears, Lee Bang-won     | [ 17 ]        |
| 36 | 2022 | Lee Seung-gi    | The Law Cafe                        | [ 17 ]        |

## Prêmio de Conquista
| Ano  | Vencedor(a)     | Notas                             |
| ---- | --------------- | --------------------------------- |
| 1999 | Kang Boo-ja     | Atriz                             |
| 2000 | Yeo Woon-kay    | Atriz                             |
| 2001 | Kim In-tae      | Ator                              |
| 2003 | Nam Il-woo      | Ator                              |
| 2004 | Lee Kyung-ho    | Diretor                           |
| 2005 | Jung Eul-young  | Diretor, Precious Family          |
| 2006 | Lee Dae-ro      | Ator                              |
| 2007 | Yang Geun-seung | Roteirista, Love on a Jujuba Tree |
| 2008 | Yoo Chul-joo    | Diretor de iluminação             |
| 2009 | Yeo Woon-kay    | Atriz                             |
| 2014 | Kim Ja-ok       | Atriz                             |
| 2017 | Kim Young-ae    | Atriz                             |

## Prêmio Top Excelência em Atuação

### Melhor Ator
| Ano  | Vencedor        | Drama                                                        |
| ---- | --------------- | ------------------------------------------------------------ |
| 1987 | Jung Han-yong   | Door of Desire                                               |
| 1988 | Kim Sung-gyeom  | Sky Sky                                                      |
| 1989 | Noh Joo-hyun    | Bridle of Love                                               |
| 1990 | Seo In-seok     | Days of the Dynasty, Stepping Stone, TV's The Art of War     |
| 1991 | Kim Yeong-cheol | The Royal Way                                                |
| 1992 | Oh Ji-myung     | Older Brother                                                |
| 1993 | Kim Jin-tae     | The Break of Dawn                                            |
| 1994 | Kim Se-yoon     | Daughters of a Rich Family                                   |
| 1995 | Yoo Dong-geun   | Jang Nok-su                                                  |
| 1996 | Choi Soo-jong   | First Love                                                   |
| 1997 | Kim Mu-saeng    | Tears of the Dragon                                          |
| 1997 | Seo In-seok     | Because I Really                                             |
| 1998 | Im Dong-jin     | The King and Queen, Paper Crane                              |
| 1999 | Shin Goo        | School 1                                                     |
| 2000 | Park Geun-hyung | Tough Guy's Love                                             |
| 2001 | Seo In-seok     | Emperor Wang Geon                                            |
| 2002 | Bae Yong-joon   | Winter Sonata                                                |
| 2002 | Kim Sang-joong  | The Dawn of the Empire                                       |
| 2003 | Cha Seung-won   | Bodyguard                                                    |
| 2003 | Kim Ho-jin      | Yellow Handkerchief                                          |
| 2004 | Ahn Jae-wook    | Oh Feel Young                                                |
| 2005 | Choi Soo-jong   | Emperor of the Sea                                           |
| 2006 | Ryu Soo-young   | Seoul 1945                                                   |
| 2006 | Shin Goo        | Hearts of Nineteen                                           |
| 2007 | Lee Deok-hwa    | Dae Jo Yeong                                                 |
| 2008 | Song Il-gook    | The Kingdom of the Winds                                     |
| 2009 | Son Hyun-joo    | My Too Perfect Sons                                          |
| 2010 | Kim Kap-soo     | Cinderella's Sister, Sungkyunkwan Scandal, The Slave Hunters |
| 2011 | Park Si-hoo     | The Princess' Man                                            |
| 2012 | Song Joong-ki   | The Innocent Man                                             |
| 2012 | Yoo Jun-sang    | My Husband Got a Family                                      |
| 2013 | Ji Sung         | Secret Love                                                  |
| 2013 | Joo Won         | Good Doctor                                                  |
| 2014 | Cho Jae-hyun    | Jeong Do-jeon                                                |
| 2015 | So Ji-sub       | Oh My Venus                                                  |
| 2016 | Park Shin-yang  | My Lawyer, Mr. Jo                                            |
| 2016 | Park Bo-gum     | Love in the Moonlight                                        |
| 2017 | Namkoong Min    | Good Manager                                                 |
| 2018 | Choi Soo-jong   | My Only One                                                  |
| 2018 | Cha Tae-hyun    | Matrimonial Chaos                                            |
| 2019 | Kang Ha-neul    | When the Camellia Blooms                                     |
| 2019 | Yoo Jun-sang    | Liver or Die                                                 |
| 2020 | Park In-hwan    | Brilliant Heritage                                           |
| 2020 | Jeong Bo-seok   | Homemade Love Story                                          |
| 2021 | Cha Tae-hyun    | Police University                                            |
| 2021 | Lee Do-hyun     | Youth of May                                                 |
| 2022 | Kang Ha-neul    | Curtain Call                                                 |
| 2022 | Doh Kyung-soo   | Bad Prosecutor                                               |

### Melhor Atriz
| Ano  | Vencedora       | Drama                                            |
| ---- | --------------- | ------------------------------------------------ |
| 1987 | Kim Young-ae    | The Beginning of Love                            |
| 1988 | Park Won-sook   | The Land                                         |
| 1989 | Kim Young-ae    | Sunrise, Wang Rong Family                        |
| 1990 | Lee Hwi-hyang   | Days of the Dynasty, Ambitious Times             |
| 1991 | Kim Mi-sook     | Women's Time                                     |
| 1992 | Jo Min-su       | Wind Blowing in the Woods                        |
| 1993 | Kim Young-ok    | Wild Chrysanthemum, Love and Farewell            |
| 1994 | Kim Yoon-kyung  | When I Miss You                                  |
| 1995 | Ha Hee-ra       | A Place in the Sun                               |
| 1996 | Kim Young-ae    | Colors, Reporting for Duty, Until We Can Love    |
| 1997 | Choi Myung-gil  | Tears of the Dragon                              |
| 1997 | Yoon Mi-ra      | Because I Really                                 |
| 1998 | Chae Shi-ra     | The King and Queen                               |
| 1999 | Lee Hwi-hyang   | Love in 3 Colors                                 |
| 2000 | Kim Ja-ok       | Rising Sun, Rising Moon, More Than Words Can Say |
| 2001 | Lee Mi-yeon     | Empress Myeongseong                              |
| 2002 | Choi Ji-woo     | Winter Sonata                                    |
| 2002 | Choi Myung-gil  | Empress Myeongseong                              |
| 2003 | Lee Tae-ran     | Yellow Handkerchief                              |
| 2003 | Yoo Ho-jeong    | Rosemary                                         |
| 2004 | Chae Shi-ra     | Terms of Endearment                              |
| 2004 | Oh Yeon-soo     | A Second Proposal                                |
| 2004 | Song Hye-kyo    | Full House                                       |
| 2005 | Choi Jin-sil    | My Rosy Life                                     |
| 2005 | Kim Hae-sook    | My Rosy Life                                     |
| 2006 | Lee Tae-ran     | Famous Princesses                                |
| 2007 | Chae Rim        | Dal-ja's Spring                                  |
| 2007 | Kim Hyun-joo    | In-soon Is Pretty                                |
| 2008 | Kim Ji-soo      | Women of the Sun                                 |
| 2009 | Chae Shi-ra     | Empress Cheonchu                                 |
| 2010 | Jeon In-hwa     | King of Baking, Kim Takgu                        |
| 2010 | Moon Geun-young | Cinderella's Sister                              |
| 2011 | Moon Chae-won   | The Princess' Man                                |
| 2012 | Moon Chae-won   | The Innocent Man                                 |
| 2013 | Hwang Jung-eum  | Secret Love                                      |
| 2014 | Kim Hyun-joo    | What's With This Family                          |
| 2015 | Chae Shi-ra     | Unkind Ladies                                    |
| 2016 | Kim Ha-neul     | On the Way to the Airport                        |
| 2017 | Lee Yoo-ri      | My Father is Strange                             |
| 2017 | Jung Ryeo-won   | Witch at Court                                   |
| 2018 | Chang Mi-hee    | Marry Me Now?                                    |
| 2018 | Cha Hwa-yeon    | My Only One                                      |
| 2019 | Cho Yeo-jeong   | Woman of 9.9 Billion                             |
| 2019 | Shin Hye-sun    | Angel's Last Mission: Love                       |
| 2020 | Lee Min-jung    | Once Again                                       |
| 2021 | Kim So-hyun     | River Where the Moon Rises                       |
| 2021 | Park Eun-bin    | The King's Affection                             |
| 2022 | Ha Ji-won       | Curtain Call                                     |
| 2022 | Park Jin-hee    | The King of Tears, Lee Bang-won                  |

## Prêmio Excelência em Atuação

### Melhor Ator
| Ano  | Vencedor       | Drama                         |
| ---- | -------------- | ----------------------------- |
| 2007 | Kang Ji-hwan   | Capiral Scandal               |
| 2008 | Jung Jin-young | The Land of the Wind          |
| 2009 | Ji Jin-hee     | He Who Can't Marry            |
| 2010 | Kim Su-ro      | Master of Study               |
| 2011 | Choi Daniel    | Baby Faced Beauty             |
| 2011 | Jung Jin-young | Brain                         |
| 2012 | Shin Hyun-joon | Ohlala Couple                 |
| 2013 | Oh Ji-ho       | The Queen of Office           |
| 2014 | Eric Mun       | Dicovery of Love              |
| 2015 | Cha Tae Hyun   | The Producers                 |
| 2016 | Lee Sang-yoon  | On the Way to Airport         |
| 2017 | Park Seo-joon  | Fight for My Way              |
| 2018 | Jang Dong-gun  | Suits                         |
| 2018 | Choi Daniel    | Jugglers, The Ghost Detective |
| 2019 | Choi Won-young | Doctor Prisoner               |
| 2019 | Jang Dong-yoon | The Tale of Nokdu             |
| 2020 | Park Sung-hoon | Into The Ring                 |
| 2020 | Lee Jae Wook   | Do Do Sol Sol La La Sol       |
| 2021 | Jung Yong-hwa  | Sell Your Haunted House       |
| 2021 | Kim Min Jae    | Dali and Cocky Prince         |
| 2022 | Lee Joon       | Bloody Heart                  |

### Melhor Atriz
| Ano  | Vencedora     | Drama                         |
| ---- | ------------- | ----------------------------- |
| 2007 | Han Ji-min    | Capiral Scandal               |
| 2007 | Lee Da-hae    | Hello! Miss                   |
| 2008 | Lee Ha-na     | Women of the Sun              |
| 2009 | Kim Ah-joong  | The Accidental Couple         |
| 2010 | Han Eun-jung  | Grudge: The Revolt of Gumiho  |
| 2011 | Jang Na-ra    | Baby Faced Beauty             |
| 2012 | Jang Na-ra    | School 2013                   |
| 2013 | Im Yoona      | Prime Minister and I          |
| 2014 | Jung Yu-mi    | Dicovery of Love              |
| 2015 | Shin Min-a    | Oh My Venus                   |
| 2016 | Kim Ji-won    | Descendants of the Sun        |
| 2017 | Kim Ji-won    | Fight for My Way              |
| 2017 | Jang Na-ra    | Confession Couple             |
| 2018 | Baek Jin-hee  | Jugglers, The Ghost Detective |
| 2019 | Kim So-hyun   | The Tale of Nokdu             |
| 2019 | Nana          | Justice                       |
| 2020 | Nana          | Into The Ring                 |
| 2020 | Cho Yeo-jeong | Cheat on Me, If You Can       |
| 2021 | Go Min-si     | Youth of May                  |
| 2021 | Kwon Nara     | Royal Secret Agent            |
| 2022 | Kang Han-na   | Bloody Heart                  |
| 2022 | Lee Hye-ri    | Moonshine                     |

### Melhor Ator em Minissérie
| Ano  | Vencedor        | Drama                     |
| ---- | --------------- | ------------------------- |
| 2009 | Jung Joon-ho    | IRIS                      |
| 2009 | Kim Seung-woo   | IRIS                      |
| 2010 | Oh Ji-ho        | The Slave Hunters         |
| 2011 | Chun Jung-myung | Glory Jane                |
| 2012 | Uhm Tae-woong   | Man From the Equator      |
| 2013 | Joo Sang-wook   | Good Doctor               |
| 2014 | Lee Joon-gi     | Gunman in Joseon          |
| 2015 | Jang Hyuk       | The Merchant: Gaekju 2015 |
| 2016 | Song Il-gook    | Jang Yeong-sil            |
| 2017 | Lee Dong-gun    | Queen for Seven Days      |
| 2017 | Lee Jun-ho      | Good Manager              |
| 2018 | Seo Kang Joon   | Are You Human?            |
| 2019 | Kim Ji-seok     | When the Camellia Blooms  |
| 2019 | Choi Si-won     | My Fellow Citizens!       |

### Melhor Atriz em Minissérie
| Ano  | Vencedora      | Drama                     |
| ---- | -------------- | ------------------------- |
| 2009 | Kim Tae-hee    | IRIS                      |
| 2009 | Ku Hye-sun     | Boys Over Flowers         |
| 2010 | Park Min-young | Sungkyunkwan Scandal      |
| 2011 | Park Min-young | Glory Jane                |
| 2011 | Hong Soo-hyun  | The Princess' Man         |
| 2012 | Lee Bo-young   | Man From the Equator      |
| 2013 | Moon Chae-won  | Good Doctor               |
| 2014 | Nam Sang-mi    | Gunman in Joseon          |
| 2014 | Park Min-young | Healer                    |
| 2015 | Kim Min-jung   | The Merchant: Gaekju 2015 |
| 2016 | Kim Yoo-jung   | Love in the Moonlight     |
| 2017 | Cho Yeo-jeong  | Ms. Perfect               |
| 2018 | Ra Mi-ran      | The Miracle We Met        |
| 2019 | Lee Jung-eun   | When the Camellia Blooms  |
| 2019 | Lee Si-young   | Liver or Die              |

### Melhor Ator em Drama de Média Duração
| Ano  | Vencedor       | Drama                                 |
| ---- | -------------- | ------------------------------------- |
| 2007 | Jang Hyun-sung | Daughters-in-Law                      |
| 2008 | Lee Won-jong   | The Great King, Sejong                |
| 2009 | Kim Suk-hoon   | Empress Cheonchu                      |
| 2010 | Yoon Shi-yoon  | King of Baking, Kim Takgu             |
| 2011 | Lee Tae-gon    | Gwanggaeto, The Great Conqueror       |
| 2012 | Joo Won        | Bridal Mask                           |
| 2013 | Jo Jung-suk    | You Are the Best!                     |
| 2013 | Jo Sung-ha     | Wang's Family                         |
| 2014 | Kim Sang-kyung | What Happens to My Family?            |
| 2014 | Park Yeong-gyu | Jeong Do-jeon                         |
| 2015 | Kim Tae-woo    | The Jingbirok: A Memoir of Imjin War  |
| 2015 | Kim Kap-soo    | All About My Mom                      |
| 2016 | Ahn Jae-wook   | Five Enough                           |
| 2016 | Lee Dong-gun   | The Gentlemen of Wolgyesu Tailor Shop |
| 2017 | Park Si-hoo    | My Golden Life                        |
| 2018 | Lee Sang-woo   | Marry Me Now                          |
| 2018 | Lee Jang-woo   | My Only One                           |
| 2019 | Ki Tae-young   | Mother of Mine                        |
| 2019 | Oh Min-suk     | Beautiful Love, Wonderful Life        |
| 2020 | Lee Sang-yeob  | Once Again                            |
| 2020 | Lee Jang-woo   | Homemade Love Story                   |
| 2021 | Yoon Joo-sang  | Revolutionary Sisters                 |
| 2022 | Yoon Shi-yoon  | It's Beautiful Now                    |
| 2022 | Lim Ju-hwan    | Three Bold Siblings                   |

### Melhor Atriz em Drama de Média Duração
| Ano        | Vencedora                      | Drama                                 |
| ---------- | ------------------------------ | ------------------------------------- |
| 2007       | Yoon Jung-hee                  | A Happy Woman                         |
| 2008       | Lee Yoon-ji                    | The Great King, Sejong                |
| 2009       | Yoo Sun                        | My Too Perfect Sons                   |
| 2010       | Eugene                         | King of Baking, Kim Takgu             |
| 2011       | Kim Ja-ok                      | Ojakgyo Family                        |
| 2012       | Youn Yuh-jung                  | My Husband Got a Family               |
| 2013       | Lee Mi-sook                    | You Are the Best!                     |
| 2013       | Lee Tae-ran                    | Wang's Family                         |
| 2014       | Kim Ji-ho                      | Wonderful Days                        |
| 2015       | Eugene                         | All About My Mom                      |
| 2016       | So Yoo-jin                     | Five Enough                           |
| 2016       | Jo Yoon-hee                    | The Gentlemen of Wolgyesu Tailor Shop |
| 2017       | Shin Hye-sun                   | My Golden Life                        |
| 2018       | Han Ji-hye                     | Marry Me Now                          |
| 2018       | Uee                            | My Only One                           |
| 2019       | Kim So-yeon                    | Mother of Mine                        |
| Seol In-ah | Beautiful Love, Wonderful Life |                                       |
| 2020       | Lee Jung-eun                   | Once Again                            |
| 2020       | Jin Ki-joo                     | Homemade Love Story                   |
| 2021       | Hong Eun-hee                   | Revolutionary Sisters                 |
| 2021       | Park Ha-na                     | Young Lady and Gentleman              |
| 2022       | Lee Ha-na                      | Three Bold Siblings                   |
| 2022       | Park Ji-young                  | It's Beautiful Now                    |

### Melhor Ator em Série de Drama
| Ano  | Vencedor        | Drama                      |
| ---- | --------------- | -------------------------- |
| 2007 | Park Hae-jin    | Heaven & Earth             |
| 2008 | Lee Pil-mo      | You Are My Destiny         |
| 2009 | Oh Man-seok     | Everybody Cha-cha-cha      |
| 2010 | Lee Jong-hyuk   | Marry Me, Please           |
| 2011 | Ji Chang-wook   | Smile Again                |
| 2012 | Kim Yeong-cheol | The Moon and Stars for You |
| 2012 | Kim Dong-wan    | Cheer Up, Mr Kim           |
| 2013 | Kim Suk-hoon    | Ruby Ring                  |
| 2014 | Choi Jae-sung   | Single-minded Dandelion    |
| 2015 | Im Ho           | The Stars Are Shining      |
| 2015 | Kwak Si-yang    | All is Well                |
| 2016 | Oh Min-suk      | Secrets of Women           |
| 2017 | Kim Seung-soo   | First Love Again           |
| 2017 | Song Chang-eui  | The Secret of My Love      |
| 2018 | Kang Eun-tak    | Love to the End            |
| 2018 | Park Yoon-jae   | It's My Life               |
| 2019 | Kim Jin-woo     | Left-Handed Wife           |
| 2019 | Seol Jung-hwan  | Unasked Family             |
| 2020 | Kang Eun-tak    | A Man in a Veil            |
| 2020 | Kim Yu-seok     | No Matter What             |
| 2021 | Ryu Jin         | Be My Dream Family         |
| 2022 | Yang Byung-yeol | Bravo, My Life             |
| 2022 | Baek Sung-hyun  | The Love in Your Eyes      |

### Melhor Atriz em Série de Drama
| Ano  | Vencendora      | Drama                       |
| ---- | --------------- | --------------------------- |
| 2007 | Han Ji-hye      | Likeable or No              |
| 2008 | Kim Jung-nan    | You Are My Destiny          |
| 2009 | Jo An           | Everybody Cha-cha-cha       |
| 2010 | Kim Ji-young    | Marry Me, Please            |
| 2011 | Do Ji-won       | Smile Again                 |
| 2012 | Kim Ye-ryeong   | TV Novel: Love, My Love     |
| 2012 | Seo Ji-hye      | The Moon and Stars for You  |
| 2013 | Lee So-yeon     | Ruby Ring                   |
| 2014 | Choi Yoon-young | My Dear Cat                 |
| 2014 | Shin So-yul     | Love & Secret               |
| 2015 | Han Chae-ah     | You Are the Only One        |
| 2015 | Kang Byul       | Save the Family             |
| 2016 | Lee Yoo-ri      | The Promise                 |
| 2016 | So Yi-hyun      | Secrets of Women            |
| 2017 | Myung Se-bin    | First Love Again            |
| 2017 | Im Soo-hyang    | Lovers in Bloom             |
| 2018 | Ha Hee-ra       | Lady Cha Dal-rae's Lover    |
| 2018 | Park Ha-na      | Mysterious Personal Shopper |
| 2019 | Cha Ye-ryun     | Gracious Revenge            |
| 2019 | Lee Young-eun   | Home for Summer             |
| 2020 | Park Ha-na      | Fatal Promise               |
| 2020 | Lee Chae-young  | Man in a Veil               |
| 2021 | Han Da-gam      | The All-Round Wife          |
| 2021 | So Yi-hyun      | Red Shoes                   |
| 2022 | Park Ha-na      | Vengeance of the Bride      |
| 2022 | Cha Ye-ryun     | Gold Mask                   |

### Melhor Ator em Drama Diário
| Ano  | Vencedor        | Drama                                                   |
| ---- | --------------- | ------------------------------------------------------- |
| 2003 | Kim In-kwon     | Drama City                                              |
| 2003 | Namkoong Min    | Drama City "To William"                                 |
| 2004 | Byun Hee-bong   | Drama City "봉메골 산삼소동"                            |
| 2004 | Uhm Tae-woong   | Drama City "Blue Skies of Jeju Island"                  |
| 2005 | Park Geun-hyung | Becoming a Popular Song                                 |
| 2005 | Jang Hyun-sung  | Drama City "Leslie Cheung Is Dead?"                     |
| 2006 | Jung Eun-pyo    | Drama City "Blockhead's Quadratic Equation"             |
| 2006 | Lee Won-jong    | HDTV Literature "Bad Story"                             |
| 2007 | Park In-hwan    | Drama City "Ugly You"                                   |
| 2008 | Yoon Hee-seok   | HDTV Literature "Spring, Spring Spring"                 |
| 2009 | Kim Kyu-chul    | Korean Ghost Stories "The Grudge Island"                |
| 2010 | Lee Sun-kyun    | Drama Special "Our Slightly Risque Relationship"        |
| 2010 | Son Hyun-joo    | Drama Special "Texas Hit"                               |
| 2011 | Choi Soo-jong   | Drama Special "For My Son"                              |
| 2011 | Lee Hee-joon    | Drama Special "Perfect Spy"                             |
| 2012 | Sung Joon       | Drama Special "Swamp Ecology report"                    |
| 2012 | Yeon Woo-jin    | Drama Special "Just an Ordinary Love Story"             |
| 2013 | Choi Daniel     | Drama Special "Waiting for Love"                        |
| 2013 | Yu Oh-seong     | Drama Special "The Devil Rider" / "Mother's Island"     |
| 2014 | Jo Dal-hwan     | Drama Special "Repulsive Love"                          |
| 2015 | Bong Tae-gyu    | Drama Special "Trains Don't Stop at Noryangjin Station" |
| 2016 | Kim Sung-oh     | Becky's Back                                            |
| 2016 | Lee Dong-hwi    | Drama Special "Red Teacher"                             |
| 2017 | Yeo Hoe-hyun    | Girls' Generation 1979                                  |
| 2018 | Jang Dong-yoon  | Just Dance                                              |
| 2018 | Yoon Park       | The Tuna and the Dolphin                                |
| 2019 | Jung Dong-hwan  | Drama Special "Live Like That"                          |
| 2019 | Lee Do-hyun     | Drama Special "Scouting Report"                         |
| 2020 | Lee Shin-young  | How to Buy a Friend                                     |
| 2020 | Lee Han-wi      | Drama Special                                           |

### Melhor Atriz em Drama Diário
| Ano  | Vencedora      | Drama                                           |
| ---- | -------------- | ----------------------------------------------- |
| 2003 | Kim Yong-rim   | Wedding Gift                                    |
| 2003 | Yoon Hye-kyung | Drama City                                      |
| 2004 | Han Ji-min     | Drama City "Déjà vu"                            |
| 2004 | Min Ji-ah      | Drama City "Blue Skies of Jeju Island"          |
| 2005 | Hong Soo-hyun  | HDTV Literature "The Outdoor Lamp"              |
| 2005 | Youn Yuh-jung  | Becoming a Popular Song                         |
| 2006 | Jeon Hye-jin   | Drama City "She's Smiling" / "Memories"         |
| 2006 | Go Jung-min    | Chuseok Special "A Farewell to Arms"            |
| 2007 | Jeon Ye-seo    | Drama City "A Death Messenger With Amnesia"     |
| 2007 | Yoo In-young   | Drama City "Cho Yong-pil in Our Memories"       |
| 2008 | Park Min Young | Korean Ghost Stories "Gumiho (Nine-tailed Fox)" |
| 2009 | Kim Sung-eun   | Korean Ghost Stories "The Forbidden Book"       |
| 2010 | Jung Yu-mi     | Drama Special "The Great Gye Choon-bin"         |
| 2011 | Han Eun-jung   | Drama Special "400-year-old Dream"              |
| 2011 | Eugene         | Drama Special "Princess Hwapyung's Weight Loss" |
| 2012 | Yoo Da-in      | Drama Special "Just an Ordinary Love Story"     |
| 2012 | Park Shin-hye  | Drama Special "Don't Worry, I'm a Ghost"        |
| 2013 | BoA            | Drama Special "Waiting for Love"                |
| 2013 | Han Ye-ri      | Drama Special "Yeon-woo's Summer"               |
| 2014 | Kim So-hyun    | Drama Special "We All Cry Differently"          |
| 2015 | Kim Young-ok   | Snowy Road                                      |
| 2015 | Lee Ha-na      | Drama Special "Fake Family"                     |
| 2016 | Kang Ye-won    | Becky's Back                                    |
| 2016 | Cho Yeo-jeong  | Babysitter                                      |
| 2017 | Ra Mi-ran      | Drama Special "Madame Jung's Last Week"         |
| 2018 | Lee Seol       | After the Rain                                  |
| 2018 | Lee Il-hwa     | Mother's Third Marriage                         |
| 2019 | Jo Soo-min     | Birthday Letter                                 |
| 2019 | Lee Joo-young  | Drama Special "Home Sweet Home"                 |
| 2020 | Son Suk        | Drama Special                                   |
| 2020 | Lee Yoo-young  | Drama Special                                   |

### Melhor Ator em Drama de Um Ato/Especial/Curta
| Ano  | Vencedor       | Drama      |
| ---- | -------------- | ---------- |
| 2021 | Park Sung-hoon | Hee-soo    |
| 2022 | Cha Hak-yeon   | The Stains |

### Melhor Atriz em Drama de Um Ato/Especial/Curta
| Ano  | Vencedora    | Drama       |
| ---- | ------------ | ----------- |
| 2021 | Jeon So-min  | Hee-soo     |
| 2021 | Kim Sae-ron  | The Palace  |
| 2022 | Shin Eun-soo | Like Otters |

## Prêmios de Coadjuvantes

### Melhor Ator Coadjuvante
| Ano  | Vencedor        | Drama                                                           |
| ---- | --------------- | --------------------------------------------------------------- |
| 1996 | Son Hyun-joo    | Color - White, First Love                                       |
| 1997 | Seon Dong-hyuk  | Tears of the Dragon                                             |
| 1997 | Song Kyung-chul | A Bluebird Has It                                               |
| 2000 | Hong Hak-pyo    | More Than Words Can Say                                         |
| 2000 | Kim Hak-cheol   | Emperor Wang Geon                                               |
| 2001 | Jung Tae-woo    | Emperor Wang Geon                                               |
| 2001 | Kim Sung-hwan   | Empress Myeongseong                                             |
| 2002 | Son Hyun-joo    | To Be With You                                                  |
| 2003 | Ahn Jung-hoon   | One Million Roses                                               |
| 2003 | Sunwoo Jae-duk  | One Million Roses                                               |
| 2004 | Kim Heung-soo   | More Beautiful Than a Flower                                    |
| 2004 | Oh Ji-ho        | A Second Proposal                                               |
| 2005 | Ahn Suk-hwan    | Bizarre Bunch, Delightful Girl Choon-Hyang                      |
| 2005 | Park Chul-min   | Immortal Admiral Yi Sun-sin                                     |
| 2006 | Lee Han-wi      | Hearts of Nineteen, Spring Waltz                                |
| 2006 | Park Sang-myun  | Seoul 1945                                                      |
| 2007 | Im Hyuk         | Dae Jo Yeong                                                    |
| 2007 | Lee Pil-mo      | Daughters-in-Law                                                |
| 2008 | Kim Yong-gun    | Mom's Dead Upset                                                |
| 2008 | Um Ki-joon      | The World That They Live In                                     |
| 2009 | Choi Cheol-ho   | Empress Cheonchu                                                |
| 2009 | Yoon Joo-sang   | My Too Perfect Sons, IRIS                                       |
| 2010 | Sung Dong-il    | The Slave Hunters, The Fugitive: Plan B                         |
| 2011 | Jung Woong-in   | Ojakgyo Family                                                  |
| 2012 | Kim Sang-ho     | My Husband Got a Family                                         |
| 2012 | Park Ki-woong   | Bridal Mask                                                     |
| 2013 | Bae Soo-bin     | Secret Love                                                     |
| 2014 | Shin Sung-rok   | The King's Face                                                 |
| 2015 | Park Bo-gum     | Hello Monster                                                   |
| 2015 | Kim Kyu-chul    | The Merchant: Gaekju 2015, The Jingbirok: A Memoir of Imjin War |
| 2016 | Lee Jun-hyeok   | Love in the Moonlight                                           |
| 2017 | Kim Sung-oh     | Fight for My Way                                                |
| 2017 | Choi Won-young  | Mad Dog                                                         |
| 2018 | Kim Won-hae     | The Ghost Detective, Are You Human?                             |
| 2018 | In Gyo-jin      | Feel Good to Die                                                |
| 2019 | Jung Woong-in   | Woman of 9.9 Billion                                            |
| 2019 | Kim Byung-chul  | Doctor Prisoner                                                 |
| 2019 | Oh Jung-se      | When the Camellia Blooms                                        |
| 2020 | Ahn Gil-kang    | Into The Ring                                                   |
| 2020 | Oh Dae-hwan     | Once Again                                                      |
| 2021 | Choi Dae-chul   | Revolutionary Sisters                                           |
| 2021 | Lee Yi-kyung    | Royal Secret Agent                                              |
| 2022 | Sung Dong-il    | Curtain Call, If You Wish Upon Me                               |
| 2022 | Heo Sung-tae    | Bloody Heart                                                    |

### Melhor Atriz Coadjuvante
| Ano  | Vencedora      | Drama                                 |
| ---- | -------------- | ------------------------------------- |
| 1996 | Song Chae-hwan | First Love                            |
| 1997 | Yang Geum-seok | A Bluebird Has It                     |
| 2000 | Kim Hae-sook   | Autumn in My Heart                    |
| 2000 | Yang Hee-kyung | School 3                              |
| 2000 | Yang Mi-kyung  | School 3                              |
| 2001 | Choi Ran       | This Is Love                          |
| 2001 | Kim Bo-mi      | Empress Myeongseong                   |
| 2002 | Kim Sung-ryung | Empress Myeongseong                   |
| 2002 | Lee Ja-young   | To Be With You                        |
| 2003 | Hong Soo-hyun  | Sang Doo! Let's Go to School          |
| 2003 | Jo Yang-ja     | Empress Myeongseong                   |
| 2004 | Heo Young-ran  | A Second Proposal                     |
| 2004 | Kim Hae-sook   | Oh Feel Young                         |
| 2005 | Kim Ji-young   | My Rosy Life                          |
| 2005 | Kim Sa-rang    | A Love to Kill                        |
| 2006 | Jeon Mi-seon   | Hwang Jini                            |
| 2006 | Wang Bit-na    | Hwang Jini                            |
| 2007 | Han Go-eun     | Capital Scandal                       |
| 2007 | Kim Hye-ok     | Daughters-in-Law                      |
| 2008 | Bae Jong-ok    | The World That They Live In           |
| 2009 | Moon Jung-hee  | Empress Cheonchu                      |
| 2010 | Lee Bo-hee     | Three Brothers                        |
| 2011 | Park Jung-ah   | Smile Again                           |
| 2011 | Lee Yoon-ji    | Dream High                            |
| 2012 | Jo Yoon-hee    | My Husband Got a Family               |
| 2013 | Lee Da-hee     | Secret Love                           |
| 2014 | Han Eun-jung   | Golden Cross                          |
| 2014 | Lee Chae-young | Two Mothers                           |
| 2015 | Kim Seo-hyung  | Assembly                              |
| 2015 | Uhm Hyun-kyung | House of Bluebird                     |
| 2016 | Ra Mi-ran      | The Gentlemen of Wolgyesu Tailor Shop |
| 2017 | Lee Il-hwa     | Good Manager, Witch at Court          |
| 2017 | Jung Hye-sung  | Good Manager, Manhole                 |
| 2018 | Kim Hyun-sook  | Queen of Mystery 2, Are You Human?    |
| 2018 | Yoon Jin-yi    | My Only One                           |
| 2019 | Ha Jae-sook    | Perfume                               |
| 2019 | Kim Jung-nan   | Doctor Prisoner                       |
| 2019 | Shin Dong-mi   | Liver or Die                          |
| 2019 | Yeom Hye-ran   | When the Camellia Blooms              |
| 2020 | Ye Ji-won      | Do Do Sol Sol La La Sol               |
| 2020 | Kim Sun-young  | Homemade Love Story                   |
| 2020 | Oh Yoon-ah     | Once Again                            |
| 2021 | Hahm Eun-jung  | Be My Dream Family                    |
| 2021 | Keum Sae-rok   | Youth of May                          |
| 2022 | Ye Ji-won      | The King of Tears, Lee Bang-won       |
| 2022 | Park Ji-yeon   | Bloody Heart                          |

## Prêmios de Iniciantes

### Melhor Ator Revelação
| Ano  | Vencedor        | Drama                                            |
| ---- | --------------- | ------------------------------------------------ |
| 1987 | Jeong Bo-seok   | Samogok                                          |
| 1988 | Yoon Seung-won  | The Land                                         |
| 1989 | Park Jin-sung   | Jirisan                                          |
| 1990 | Choi Min-sik    | Ambitious Times                                  |
| 1990 | Jung Seung-ho   | Stay with Me                                     |
| 1991 | Byun Young-hoon | 3 Days' Promise                                  |
| 1992 | Lee Byung-hun   | Sun Terrace, A Farewell Morning, Tomorrow Love   |
| 1993 | Kim Kyu-chul    | When I Miss You, Good Morning, Yeong-dong        |
| 1994 | Kim Ho-jin      | Police, Please Endure Sunday                     |
| 1994 | Lee Se-chang    | Daughters of a Rich Family                       |
| 1995 | Bae Yong-joon   | A Sunny Place of the Young                       |
| 1995 | Hong Kyung-in   | A Sunny Place of the Young                       |
| 1996 | Ryu Si-won      | Until We Can Love                                |
| 1997 | Lee Sang-in     | A Bluebird Has It                                |
| 1998 | Lee Sung-jae    | Lie                                              |
| 1999 | Ryu Jin         | Love In 3 Colors, Rising Sun, Rising Moon        |
| 1999 | Won Bin         | Ad Madness                                       |
| 2000 | Joo Jin-mo      | Look Back in Anger                               |
| 2000 | Park Gwang-hyun | RNA, School 3                                    |
| 2001 | Ahn Jae-hwan    | This Is Love                                     |
| 2001 | Lee Kwang-ki    | Emperor Wang Geon                                |
| 2002 | Song Il-gook    | Album of Life                                    |
| 2003 | Rain            | Sang Doo! Let's Go to School                     |
| 2003 | Yeon Jung-hoon  | Yellow Handkerchief                              |
| 2004 | Lee Wan         | Snow White: Taste Sweet Love                     |
| 2005 | Go Joo-won      | Bizarre Bunch, Resurrection                      |
| 2005 | Jae Hee         | Delightful Girl Choon-Hyang                      |
| 2005 | Kim Dong-wan    | A Farewell to Sorrow                             |
| 2006 | Oh Man-seok     | The Vineyard Man                                 |
| 2006 | Park Hae-jin    | Famous Princesses                                |
| 2006 | Seo Ji-seok     | Hearts of Nineteen                               |
| 2007 | Kim Ji-hoon     | Daughters-in-Law                                 |
| 2007 | Kim Ji-seok     | Likeable or Not                                  |
| 2008 | Jung Gyu-woon   | Women of the Sun                                 |
| 2009 | Lee Min-ho      | Boys Over Flowers                                |
| 2010 | Park Yoochun    | Sungkyunkwan Scandal                             |
| 2011 | Kim Soo-hyun    | Dream High                                       |
| 2011 | Lee Jang-woo    | Smile Again, Glory Jane                          |
| 2011 | Joo Won         | Ojakgyo Family                                   |
| 2012 | Lee Hee-joon    | My Husband Got a Family, Jeon Woo-chi            |
| 2012 | Lee Jong-suk    | School 2013                                      |
| 2013 | Jung Woo        | You Are the Best!                                |
| 2013 | Han Joo-wan     | Wang's Family, Drama Special "Yeon-woo's Summer" |
| 2014 | Park Hyung-sik  | What's With This Family                          |
| 2014 | Seo In-guk      | The King's Face                                  |
| 2015 | Yeo Jin-goo     | Orange Marmalade                                 |
| 2016 | Sung Hoon       | Five Enough                                      |
| 2016 | Jinyoung        | Love in the Moonlight                            |
| 2017 | Ahn Jae-hong    | Fight for My Way                                 |
| 2017 | Woo Do-hwan     | Mad Dog                                          |
| 2018 | Park Sung-hoon  | My Only One                                      |
| 2018 | Kim Kwon        | Marry Me Now                                     |
| 2019 | Kang Tae-oh     | The Tale of Nokdu                                |
| 2019 | Kim Jae-young   | Beautiful Love, Wonderful Life                   |
| 2019 | Kim Myung-soo   | Angel's Last Mission: Love                       |
| 2020 | Lee Sang-yi     | Once Again                                       |
| 2020 | Seo Ji-hoon     | Welcome, Men Are Men                             |
| 2021 | Kim Yo-han      | School 2021                                      |
| 2021 | Na In-woo       | River Where the Moon Rises                       |
| 2021 | Rowoon          | The King's Affection                             |
| 2022 | Byeon Woo-seok  | Moonshine                                        |
| 2022 | Lee You-jin     | Three Bold Siblings                              |
| 2022 | Chae Jong-hyeop | Love All Play                                    |

### Melhor Atriz Revelação
| Ano  | Vencedora      | Drama                                                                                            |
| ---- | -------------- | ------------------------------------------------------------------------------------------------ |
| 1987 | Kim Hye-soo    | Samogok                                                                                          |
| 1988 | Choi Soo-ji    | The Land                                                                                         |
| 1989 | Lee Mi-yeon    | Tree Blooming with Love                                                                          |
| 1990 | Do Ji-won      | Seoul Earthenware Pot                                                                            |
| 1990 | Oh Hyun-kyung  | Ambitious Times                                                                                  |
| 1991 | Hong Ri-na     | Ambitious Times                                                                                  |
| 1992 | Kim Hye-ri     | A Farewell Morning                                                                               |
| 1993 | Kim Jung-nan   | Tomorrow Love                                                                                    |
| 1994 | Lee Ah-hyun    | Daughters of a Rich Family                                                                       |
| 1995 | Kim Hee-sun    | Son of the Wind, Men of the Bath House                                                           |
| 1995 | Park Sung-ah   | A Sunny Place of the Young                                                                       |
| 1996 | Lee Hye-young  | First Love                                                                                       |
| 1996 | Park Sun-young | White Dandelion                                                                                  |
| 1997 | Yoon Ji-sook   | When You Call Me                                                                                 |
| 1997 | Lee Eun-joo    | Tears of the Dragon Happy Morning Bride Room A River of Mortality When You Call Me Wedding Dress |
| 1998 | Kang Sung-yeon | My Love by My Side                                                                               |
| 1998 | Myung Se-bin   | Pure, Paper Crane                                                                                |
| 1999 | Bae Doona      | School, Ad Madness                                                                               |
| 1999 | Choi Kang-hee  | School, Ad Madness                                                                               |
| 2000 | Bae Min-hee    | TV Literature "Dandelion"                                                                        |
| 2000 | Kim Hyo-jin    | RNA                                                                                              |
| 2001 | Hong Soo-hyun  | Orient Theatre                                                                                   |
| 2001 | Kim Gyu-ri     | Like Father, Unlike Son                                                                          |
| 2002 | Kim Yoo-mi     | Man of the Sun, Lee Je-ma                                                                        |
| 2002 | Lee Yoo-ri     | Loving You                                                                                       |
| 2003 | Han Ga-in      | Yellow Handkerchief                                                                              |
| 2003 | Han Ji-hye     | Summer Scent                                                                                     |
| 2003 | Maya           | Bodyguard                                                                                        |
| 2004 | Han Hye-jin    | You Are a Star                                                                                   |
| 2004 | Im Soo-jung    | I'm Sorry, I Love You                                                                            |
| 2004 | Kim Tae-hee    | Forbidden Love                                                                                   |
| 2005 | Han Ji-min     | Resurrection                                                                                     |
| 2005 | Kim Ah-joong   | Bizarre Bunch                                                                                    |
| 2005 | Lee Bo-young   | My Sweetheart, My Darling                                                                        |
| 2006 | Ku Hye-sun     | Hearts of Nineteen                                                                               |
| 2006 | Lee Yoon-ji    | Hearts of Nineteen                                                                               |
| 2006 | Yoon Eun-hye   | The Vineyard Man                                                                                 |
| 2007 | Lee Soo-kyung  | Daughters-in-Law                                                                                 |
| 2007 | Park Min-young | I Am Sam                                                                                         |
| 2008 | Im Yoona       | You Are My Destiny                                                                               |
| 2009 | Kim So-eun     | Boys Over Flowers, He Who Can't Marry                                                            |
| 2010 | Lee Si-young   | Becoming a Billionaire                                                                           |
| 2010 | Oh Ji-eun      | Three Brothers, Smile Again                                                                      |
| 2011 | Bae Suzy       | Dream High                                                                                       |
| 2011 | Uee            | Ojakgyo Family                                                                                   |
| 2012 | Jin Se-yeon    | Bridal Mask                                                                                      |
| 2012 | Oh Yeon-seo    | My Husband Got a Family                                                                          |
| 2013 | IU             | You Are the Best!, Pretty Man                                                                    |
| 2013 | Kyung Soo-jin  | TV Novel: Eunhui, Shark                                                                          |
| 2014 | Kim Seul-gi    | Discovery of Love, Drama Special "I'm Dying Soon"                                                |
| 2014 | Nam Ji-hyun    | What's With This Family                                                                          |
| 2015 | Chae Soo-bin   | House of Bluebird, Cheer Up!                                                                     |
| 2015 | Kim So-hyun    | Who Are You: School 2015                                                                         |
| 2016 | Kim Ji-won     | Descendants of the Sun                                                                           |
| 2016 | Lee Se-young   | The Gentlemen of Wolgyesu Tailor Shop                                                            |
| 2017 | Ryu Hwa-young  | My Father is Strange, Mad Dog                                                                    |
| 2017 | Kim Se-jeong   | School 2017                                                                                      |
| 2018 | Park Se-wan    | Marry Me Now, Too Bright for Love, Just Dance                                                    |
| 2018 | Seol In-ah     | Sunny Again Tomorrow                                                                             |
| 2019 | Kwon Nara      | Doctor Prisoner                                                                                  |
| 2019 | Son Dam-bi     | When the Camellia Blooms                                                                         |
| 2020 | Bona           | Homemade Love Story                                                                              |
| 2020 | Shin Ye-eun    | Welcome                                                                                          |
| 2020 | Lee Cho-hee    | Once Again                                                                                       |
| 2021 | Lee Se-hee     | Young Lady and Gentleman                                                                         |
| 2021 | Jung Soo-jung  | Police University                                                                                |
| 2021 | Park Gyu-young | Dali and the Cocky Prince                                                                        |
| 2022 | Kang Mi-na     | Moonshine                                                                                        |
| 2022 | Seohyun        | Jinxed at First                                                                                  |
| 2022 | Jung Ji-so     | Curtain Call                                                                                     |

## Prêmios da Juventude

### Melhor Ator Jovem
| Ano  | Vencedor       | Drama                                                                              |
| ---- | -------------- | ---------------------------------------------------------------------------------- |
| 1991 | Yang Dong-geun | Older Brother                                                                      |
| 1992 | Kim Sun-woo    | Older Brother, For Love                                                            |
| 1993 | Jung Tae-woo   | The Break of Dawn, Love and Farewell                                               |
| 1994 | Lee Min-woo    | When I Miss You, Han Myung-hoi, The Tale of Chunhyang, Classroom Where Love Blooms |
| 1995 | Yoon Dong-won  | A Sunny Place of the Young                                                         |
| 1996 | Ahn Chi-sung   | Milky Way                                                                          |
| 1997 | Seo Jae-kyung  | When You Call Me                                                                   |
| 1998 | Jung Tae-woo   | The King and the Queen                                                             |
| 1999 | Kim Rae-won    | School 2                                                                           |
| 1999 | Shim Ji-ho     | School 2                                                                           |
| 2000 | Jo In-sung     | School 3                                                                           |
| 2001 | Yeo Wook-hwan  | School 4                                                                           |
| 2002 | Maeng Se-chang | Moon on Cheomseongdae                                                              |
| 2002 | Oh Seung-yoon  | Magic Kid Masuri                                                                   |
| 2003 | Lee Byung-joon | Yellow Handkerchief, The Wife                                                      |
| 2004 | Lee Joon-hyuk  | A Second Proposal                                                                  |
| 2004 | Park Gun-tae   | I'm Sorry, I Love You                                                              |
| 2005 | Park Ji-bin    | Golden Apple, Drama City "Goblins Are Alive"                                       |
| 2005 | Yoo Seung-ho   | Immortal Admiral Yi Sun-sin, Precious Family                                       |
| 2006 | Kim Seok       | Seoul 1945                                                                         |
| 2007 | Choi Woo-hyuk  | Capital Scandal, Hometown Over the Hill                                            |
| 2008 | Lee Hyun-woo   | King Sejong the Great                                                              |
| 2009 | Park Chan-ik   | Father's House                                                                     |
| 2010 | Oh Jae-moo     | King of Baking, Kim Takgu                                                          |
| 2011 | Park Hee-gun   | Ojakgyo Family                                                                     |
| 2012 | Noh Young-hak  | The King's Dream                                                                   |
| 2013 | Yeon Joon-seok | Don't Look Back: The Legend of Orpheus                                             |
| 2014 | Kwak Dong-yeon | Inspiring Generation                                                               |
| 2015 | Choi Kwon-soo  | Drama Special – "The Brothers' Summer"                                             |
| 2016 | Jung Yun-seok  | Five Enough, Jang Yeong-sil, Love in the Moonlight                                 |
| 2017 | Jung Joon-won  | My Father is Strange                                                               |
| 2018 | Nam Da-reum    | Radio Romance                                                                      |
| 2019 | Kim Kang-hoon  | When the Camellia Blooms                                                           |
| 2020 | Moon Woo-jin   | Once Again                                                                         |
| 2021 | Jo Yi-hyun     | Youth of May                                                                       |
| 2021 | Seo Woo-jin    | Young Lady and Gentleman                                                           |
| 2022 | Jung Min-joon  | Gold Mask                                                                          |

### Melhor Atriz Jovem
| Ano  | Vencedora       | Drama                                                                                  |
| ---- | --------------- | -------------------------------------------------------------------------------------- |
| 1991 | Lee Jung-hoo    | Asphalt My Hometown                                                                    |
| 1992 | Kim Min-jung    | Drama Game "Sand Castle", For Love                                                     |
| 1993 | Lee Jae-eun     | January                                                                                |
| 1994 | Park Lucia      | Han Myung-hoi                                                                          |
| 1995 | Kim So-yeon     | Daughters of a Rich Family, Drama Game "Minwoo vs. Minwoo", "What Summer of Two Girls" |
| 1996 | Ryu Se-bin      | Milky Way                                                                              |
| 1997 | Jang Soo-hye    | Because I Really                                                                       |
| 1997 | Kwon Hae-kwang  | Meadow Light                                                                           |
| 1998 | Kim Min-jung    | The King and The Queen                                                                 |
| 1999 | Jang Soo-hye    | Eun-ah's Garden                                                                        |
| 1999 | Kim Min-hee     | School 2                                                                               |
| 2000 | Moon Geun-young | Autumn in My Heart                                                                     |
| 2001 | Lee Yoo-ri      | School 4                                                                               |
| 2002 | Shin Ji-soo     | Solitude                                                                               |
| 2003 | Song Min-joo    | Sang Doo! Let's Go to School                                                           |
| 2004 | Go Ara          | Sharp #1                                                                               |
| 2004 | Han Ji-hye      | A Second Proposal                                                                      |
| 2005 | Lee Se-young    | Rain Shower                                                                            |
| 2005 | Yoo Yeon-mi     | Golden Apple                                                                           |
| 2006 | Shim Eun-kyung  | Hwang Jini, Drama City "Kkotnim-yi"                                                    |
| 2007 | Kim Ye-won      | The Innocent Woman                                                                     |
| 2008 | Shim Eun-kyung  | Women of the Sun                                                                       |
| 2009 | Park Eun-bin    | Empress Cheonchu                                                                       |
| 2010 | Kim Yoo-jung    | Grudge: The Revolt of Gumiho                                                           |
| 2010 | Seo Shin-ae     | Grudge: The Revolt of Gumiho                                                           |
| 2011 | Kim Hwan-hee    | Believe in Love, My One and Only                                                       |
| 2012 | Nam Ji-hyun     | Drama Special "Girl Detective Park Hae-sol"                                            |
| 2013 | Kim Yoo-bin     | The Fugitive of Joseon                                                                 |
| 2014 | Ahn Seo-hyun    | Single-minded Dandelion                                                                |
| 2014 | Hong Hwa-ri     | Wonderful Days                                                                         |
| 2015 | Kim Hyang-gi    | Snowy Road                                                                             |
| 2016 | Heo Jung-eun    | My Lawyer, Mr. Jo, Love in the Moonlight, My Fair Lady                                 |
| 2017 | Lee Re          | Witch at Court                                                                         |
| 2018 | Kim Hwan-hee    | The Miracle We Met                                                                     |
| 2019 | Joo Ye-rim      | Mother of Mine                                                                         |
| 2019 | Park Da-yeon    | The Tale of Nokdu                                                                      |
| 2020 | Lee Ga-yeon     | Once Again                                                                             |
| 2021 | Choi Myung-bin  | The King's Affection, Young Lady and Gentleman                                         |
| 2021 | Lee Re          | Hello, Me!                                                                             |
| 2022 | Yoon Chae-na    | Love Twist, The Love in Your Eyes                                                      |

## Prêmio PD
| Ano  | Vencedor(a)   | Drama                |
| ---- | ------------- | -------------------- |
| 2012 | Uhm Tae-woong | Man from the Equator |
| 2013 | Joo Won       | Good Doctor          |
| 2014 | Cho Jae-hyun  | Jeong Do-jeon        |
| 2015 | Kim Hye-ja    | Unkind Ladies        |

## Melhor Roteirista
| Ano  | Vencedor(a)      | Drama                        |
| ---- | ---------------- | ---------------------------- |
| 1997 | Moon Young-nam   | Because I Really             |
| 2000 | Choi Yoon-jung   | More Than Words Can Say      |
| 2001 | Choi Hyun-kyung  | Tender Hearts                |
| 2002 | Lee Deok-jae     | This Is Love                 |
| 2003 | Park Jung-ran    | Yellow Handkerchief          |
| 2004 | Moon Young-nam   | Terms of Endearment          |
| 2004 | Noh Hee-kyung    | More Beautiful Than a Flower |
| 2005 | Kim Ji-woo       | Resurrection                 |
| 2005 | Kim Soo-hyun     | Precious Family              |
| 2006 | Yoon Sun-joo     | Hwang Jini                   |
| 2007 | Jang Young-chul  | Dae Jo-yeong                 |
| 2009 | Jo Jung-sun      | My Too Perfect Sons          |
| 2010 | Kang Eun-kyung   | King of Baking, Kim Takgu    |
| 2011 | Lee Jung-sun     | Ojakgyo Family               |
| 2012 | Park Ji-eun      | My Husband Got a Family      |
| 2013 | Moon Young-nam   | Wang's Family                |
| 2014 | Jung Hyun-min    | Jeong Do-jeon                |
| 2014 | Kang Eun-kyung   | What Happens to My Family?   |
| 2015 | Kim In-young     | Unkind Ladies                |
| 2016 | Kim Eun-sook     | Descendants of the Sun       |
| 2016 | Kim Won-suk      | Descendants of the Sun       |
| 2017 | Então Hyun-kyung | My Golden Life               |
| 2018 | Kim Sa-kyung     | My Only One                  |
| 2019 | Lim Sang-choon   | When the Camellia Blooms     |
| 2020 | Yang Hee-seung   | Once Again                   |
| 2021 | Kim Sa-kyung     | Young Lady and Gentleman     |

## Prêmios de Popularidade

### Prêmio de Popularidade, Ator
| Ano  | Vencedor        | Drama                     |
| ---- | --------------- | ------------------------- |
| 1986 | Kil Yong-woo    | Samogok                   |
| 1995 | Kim Kyu-chul    | When I Miss You           |
| 1998 | Ahn Jae-mo      | The King and Queen        |
| 2000 | Kim Sang-kyung  | Snowflakes                |
| 2000 | Song Seung-heon | Autumn in My Heart        |
| 2001 | Lee Chang-hoon  | Stock Flower              |
| 2001 | Ryu Jin         | Stock Flower              |
| 2002 | Bae Yong-joon   | Winter Sonata             |
| 2002 | Choi Soo Jong   | Man of the Sun, Lee Je-ma |
| 2003 | Cha Seung-won   | Bodyguard                 |
| 2003 | Kim Seung Woo   | Rosemary                  |
| 2004 | Chuva           | Full House                |
| 2004 | So Ji-sub       | I'm Sorry, I Love You     |
| 2005 | Namkoong Min    | My Rosy Life              |
| 2005 | Song Il-gook    | Emperor of the Sea        |
| 2006 | Hyun Bin        | The Snow Queen            |
| 2006 | Oh Man-seok     | The Vineyard Man          |
| 2007 | Jeong Bo-seok   | Dae Jo-yeong              |
| 2008 | Jang Keun-suk   | Hong Gil-dong             |
| 2009 | Yoon Sang-hyun  | My Fair Lady              |
| 2010 | Song Joong-ki   | Sungkyunkwan Scandal      |
| 2011 | Kim Soo Hyun    | Dream High                |
| 2011 | Park Si-hoo     | The Princess' Man         |
| 2012 | Joo Won         | Bridal Mask               |
| 2013 | Ji Sung         | Secret Love               |
| 2014 | Ji Chang-wook   | Healer                    |
| 2014 | João Won        | Naeil's Cantabile         |
| 2015 | Nam Joo Hyuk    | Who Are You: School 2015  |
| 2015 | Park Bo-gum     | Hello Monster             |
| 2022 | Do Kyung-soo    | Bad Prosecutor            |
| 2022 | Kang Ha Neul    | Curtain Call              |

### Prêmio de Popularidade, Atriz
| Ano  | Vencedora       | Drama                                          |
| ---- | --------------- | ---------------------------------------------- |
| 2000 | Bae Doona       | RNA                                            |
| 2000 | Song Hye-kyo    | Autumn in My Heart                             |
| 2001 | Han Go-eun      | Like Father, Unlike Son                        |
| 2001 | Lee Seung-yeon  | Orient Theatre                                 |
| 2001 | Lee Yo-won      | Blue Mist                                      |
| 2002 | Choi Ji-woo     | Winter Sonata                                  |
| 2002 | Eugene          | Loving You                                     |
| 2003 | Han Go-eun      | Bodyguard                                      |
| 2003 | Son Tae-young   | One Million Roses                              |
| 2004 | Im Soo-jung     | I'm Sorry, I Love You                          |
| 2004 | Song Hye-kyo    | Full House                                     |
| 2005 | Han Chae Young  | Delightful Girl Chun-hyang                     |
| 2005 | Lee Tae-ran     | My Rosy Life                                   |
| 2006 | Choi Jung-won   | Famous Princesses                              |
| 2006 | Sung Yu-ri      | The Snow Queen                                 |
| 2007 | Han Hyo-joo     | Heaven & Earth                                 |
| 2008 | Jang Mi-hee     | Mom's Dead Upset                               |
| 2008 | Sung Yu-ri      | Hong Gil-dong                                  |
| 2009 | Kim So-yeon     | IRIS                                           |
| 2009 | Yoon Eun-hye    | Mom's Dead Upset                               |
| 2010 | Moon Geun-young | Cinderella's Sister, Mary Stayed Out All Night |
| 2011 | Han Hye-jin     | The Thorn Birds                                |
| 2011 | Moon Chae Won   | The Princess' Man                              |
| 2012 | Bae Suzy        | Big                                            |
| 2013 | Moon Chae-won   | Good Doctor                                    |
| 2014 | Jung Eun-ji     | Trot Lovers                                    |
| 2014 | Lee Da-hee      | Big Man                                        |
| 2015 | Kim Seol-hyun   | Orange Marmalade                               |
| 2015 | Jo Bo-ah        | All About My Mom                               |
| 2022 | Krystal Jung    | Crazy Love                                     |
| 2022 | Lee Se-hee      | Bad Prosecutor                                 |

### Prêmio Netizen, Ator
| Ano  | Vencedor       | Drama                        |
| ---- | -------------- | ---------------------------- |
| 2003 | Rain           | Sang Doo! Let's Go to School |
| 2004 | So Ji-sub      | I'm Sorry, I Love You        |
| 2005 | Rain           | A Love to Kill               |
| 2006 | Hyun Bin       | The Snow Queen               |
| 2007 | Choi Soo-jong  | Dae Jo-yeong                 |
| 2008 | Kang Ji-hwan   | Hong Gil-dong                |
| 2009 | Lee Byung-hun  | IRIS                         |
| 2010 | Jang Keun-suk  | Mary Stayed Out All Night    |
| 2010 | Park Yoochun   | Sungkyunkwan Scandal         |
| 2011 | Shin Ha-kyun   | Brain                        |
| 2012 | Song Joong-ki  | The Innocent Man             |
| 2013 | Joo Won        | Good Doctor                  |
| 2014 | Eric Mun       | Discovery of Love            |
| 2015 | Kim Soo-hyun   | The Producers                |
| 2016 | Park Bo-gum    | Love in the Moonlight        |
| 2017 | Park Seo Joon  | Fight for My Way             |
| 2018 | Park Hyung-sik | Suits                        |
| 2018 | Kim Myung-min  | The Miracle We Met           |
| 2019 | Kang Ha-neul   | When the Camellia Blooms     |
| 2020 | Kim Young-dae  | Cheat on Me, If You Can      |
| 2020 | Lee Sang Yeob  | Once Again                   |
| 2021 | Jinyoung       | Police University            |
| 2021 | Rowoon         | The King's Affection         |

### Prêmio Netizen, Atriz
| Ano  | Vencedora      | Drama                        |
| ---- | -------------- | ---------------------------- |
| 2003 | Gong Hyo-jin   | Sang Doo! Let's Go to School |
| 2004 | Im Soo-jung    | I'm Sorry, I Love You        |
| 2005 | Choi Jin-sil   | My Rosy Life                 |
| 2006 | Ha Ji-won      | Hwang Jini                   |
| 2007 | Han Ji-min     | Capital Scandal              |
| 2008 | Im Yoona       | You Are My Destiny           |
| 2009 | Ku Hye-sun     | Boys Over Flowers            |
| 2010 | Park Min-young | Sungkyunkwan Scandal         |
| 2011 | Choi Jung-won  | Brain                        |
| 2012 | Moon Chae-won  | The Innocent Man             |
| 2012 | Im Yoona       | Love Rain                    |
| 2013 | Hwang Jung-eum | Secret Love                  |
| 2014 | Jung Yu-mi     | Discovery of Love            |
| 2015 | Kim So-hyun    | Who Are You: School 2015     |
| 2017 | Kim Ji-won     | Fight for My Way             |
| 2020 | Jo Bo-ah       | Forest                       |
| 2021 | Kim So-hyun    | River Where the Moon Rises   |
| 2021 | Park Eun-bin   | The King's Affection         |

### Prêmio de Melhor Casal
| Ano  | Vencedores                                 | Drama                                 |
| ---- | ------------------------------------------ | ------------------------------------- |
| 2003 | Kim Seung-woo e Yoo Ho-jeong               | Rosemary                              |
| 2003 | Rain e Gong Hyo-jin                        | Sang Doo! Let's Go to School          |
| 2004 | Ahn Jae-wook e Park Sun-young              | Oh Feel Young                         |
| 2004 | Rain e Song Hye-kyo                        | Full House                            |
| 2004 | So Ji-sub e Im Soo-jung                    | I'm Sorry, I Love You                 |
| 2004 | Song Il-gook e Han Ga-in                   | Terms of Endearment                   |
| 2005 | Jae Hee e Han Chae-young                   | Delightful Girl Choon-Hyang           |
| 2005 | Son Hyun-joo e Choi Jin-sil                | My Rosy Life                          |
| 2005 | Song Il-gook e Soo Ae                      | Emperor of the Sea                    |
| 2005 | Uhm Tae-woong e Han Ji-min                 | Resurrection                          |
| 2006 | Hyun Bin e Sung Yu-ri                      | The Snow Queen                        |
| 2006 | Jang Keun-suk e Ha Ji-won                  | Hwang Jini                            |
| 2006 | Oh Man-seok e Yoon Eun-hye                 | The Vineyard Man                      |
| 2006 | Park Hae-jin e Lee Tae-ran                 | Famous Princesses                     |
| 2007 | Kang Ji-hwan e Han Ji-min                  | Capital Scandal                       |
| 2007 | Kim Ji-hoon e Lee Soo-kyung                | Daughters-in-Law                      |
| 2007 | Park Hae-jin e Han Hyo-joo                 | Like Land and Sky                     |
| 2008 | Kang Ji-hwan e Sung Yu-ri                  | Hong Gil-dong                         |
| 2008 | Kim Yong-gun e Jang Mi-hee                 | Mom's Dead Upset                      |
| 2008 | Song Il-gook e Choi Jung-won               | The Kingdom of the Winds              |
| 2009 | Lee Byung-hun e Kim Tae-hee                | IRIS                                  |
| 2009 | Lee Min-ho e Koo Hye-sun                   | Boys Over Flowers                     |
| 2009 | Lee Pil-mo e Yoo Sun                       | My Too Perfect Sons                   |
| 2009 | Yoon Sang-hyun e Yoon Eun-hye              | My Fair Lady                          |
| 2010 | Jang Hyuk e Lee Da-hae                     | The Slave Hunters                     |
| 2010 | Jang Keun-suk e Moon Geun-young            | Mary Stayed Out All Night             |
| 2010 | Park Yoochun e Park Min-young              | Sungkyunkwan Scandal                  |
| 2010 | Song Joong-ki e Yoo Ah-in                  | Sungkyunkwan Scandal                  |
| 2010 | Yoon Shi-yoon e Lee Young-ah               | King of Baking, Kim Takgu             |
| 2011 | Kim Soo-hyun e Bae Suzy                    | Dream High                            |
| 2011 | Lee Min-woo e Hong Soo-hyun                | The Princess' Man                     |
| 2011 | Park Si-hoo e Moon Chae-won                | The Princess' Man                     |
| 2011 | Ryu Soo-young e Choi Jung-yoon             | Ojakgyo Family                        |
| 2011 | Shin Ha-kyun e Choi Jung-won               | Brain                                 |
| 2012 | Lee Hee-joon e Jo Yoon-hee                 | My Husband Got a Family               |
| 2012 | Lee Sang-yoon e Lee Bo-young               | My Daughter Seo-young                 |
| 2012 | Song Joong-ki e Moon Chae-won              | The Innocent Man                      |
| 2012 | Yoo Jun-sang e Kim Nam-joo                 | My Husband Got a Family               |
| 2013 | Ji Sung e Hwang Jung-eum                   | Secret Love                           |
| 2013 | Jo Jung-suk e IU                           | You Are the Best!                     |
| 2013 | Joo Won e Moon Chae-won                    | Good Doctor                           |
| 2013 | Lee Beom-soo e Im Yoona                    | Prime Minister and I                  |
| 2013 | Oh Ji-ho e Kim Hye-soo                     | Queen of the Office                   |
| 2014 | Eric Mun e Jung Yu-mi                      | Discovery of Love                     |
| 2014 | Ji Chang-wook e Park Min-young             | Healer                                |
| 2014 | Kim Sang-kyung e Kim Hyun-joo              | What's With This Family               |
| 2014 | Lee Joon-gi e Nam Sang-mi                  | Gunman in Joseon                      |
| 2014 | Park Hyung-sik e Nam Ji-hyun               | What's With This Family               |
| 2015 | Jang Hyuk e Han Chae-ah                    | The Merchant: Gaekju 2015             |
| 2015 | So Ji-sub e Shin Min-a                     | Oh My Venus                           |
| 2015 | Kim Soo-hyun e Gong Hyo-jin e Cha Tae-hyun | The Producers                         |
| 2015 | Yook Sungjae e Kim So-hyun                 | Who Are You: School 2015              |
| 2016 | Song Joong-ki e Song Hye-kyo               | Descendants of the Sun                |
| 2016 | Jin Goo e Kim Ji-won                       | Descendants of the Sun                |
| 2016 | Park Bo-gum e Kim Yoo-jung                 | Love in the Moonlight                 |
| 2016 | Lee Sang-yoon e Kim Ha-neul                | On the Way to the Airport             |
| 2016 | Oh Ji-ho e Heo Jung-eun                    | My Fair Lady                          |
| 2016 | Cha In-pyo e Ra Mi-ran                     | The Gentlemen of Wolgyesu Tailor Shop |
| 2016 | Lee Se-young e Hyun Woo                    | The Gentlemen of Wolgyesu Tailor Shop |
| 2017 | Yoon Hyun-min e Jung Ryeo-won              | Witch at Court                        |
| 2017 | Son Ho-jun e Jang Na-ra                    | Confession Couple                     |
| 2017 | Park Si-hoo e Shin Hye-sun                 | My Golden Life                        |
| 2017 | Park Seo-joon e Kim Ji-won                 | Fight for My Way                      |
| 2017 | Ryu Soo-young e Lee Yoo-ri                 | My Father is Strange                  |
| 2017 | Namkoong Min e Lee Jun-ho                  | Good Manager                          |
| 2018 | Seo Kang-joon e Gong Seung-yeon            | Are You Human?                        |
| 2018 | Choi Daniel e Baek Jin-hee                 | Jugglers                              |
| 2018 | Kim Myung-min e Ra Mi-ran                  | The Miracle We Met                    |
| 2018 | Cha Tae-hyun e Bae Doona                   | Matrimonial Chaos                     |
| 2018 | Yoo Dong-geun e Chang Mi-hee               | Marry Me Now                          |
| 2018 | Lee Jang-woo e Uee                         | My Only One                           |
| 2018 | Choi Soo-jong e Jin Kyung                  | My Only One                           |
| 2019 | Kang Ha-neul e Gong Hyo-jin                | When the Camellia Blooms              |
| 2019 | Oh Jung-se e Yeom Hye-ran                  | When the Camellia Blooms              |
| 2019 | Jang Dong-yoon e Kim So-hyun               | The Tale of Nokdu                     |
| 2019 | Yoo Jun-sang e Shin Dong-mi                | Liver or Die                          |
| 2019 | Jang Hyun-sung e Kim Jung-nan              | Doctor Prisoner                       |
| 2019 | Kim Myung-soo e Shin Hye-sun               | Angel's Last Mission: Love            |
| 2020 | Jin Ki-joo e Lee Jang-woo                  | Homemade Love Story                   |
| 2020 | Jeong Bo-seok e Lee Jang-woo               | Homemade Love Story                   |
| 2020 | Nana e Park Sung-hoon                      | Into The Ring                         |
| 2020 | Cho Yeo-jeong e Go Jun                     | Cheat on Me, If You Can               |
| 2020 | Jo Bo-ah e Park Hae Jin                    | Forest                                |
| 2020 | Lee Sang yi e Lee Cho-hee                  | Once Again                            |
| 2020 | Chun Ho-jin e Lee Jung-eun                 | Once Again                            |
| 2020 | Lee Min-jung e Lee Sang-yeob               | Once Again                            |
| 2021 | Rowoon e Park Eun-bin                      | The King's Affection                  |
| 2021 | Ji Hyun-woo e Lee Se-hee                   | Young Lady and Gentleman              |
| 2021 | Na In-woo e Kim So-hyun                    | River Where the Moon Rises            |
| 2021 | Cha Tae-hyun e Jinyoung                    | Police University                     |
| 2021 | Kim Min-jae e Park Kyu-young               | Dali and the Cocky Prince             |
| 2021 | Kim Yo-han e Cho Yi-hyun                   | School 2021                           |
| 2021 | Lee Do-hyun e Go Min-si                    | Youth of May                          |
| 2022 | Do Kyung-soo e Lee Se-hee                  | Bad Prosecutor                        |
| 2022 | Kang Ha-neul e Ha Ji-won                   | Curtain Call                          |
| 2022 | Kim Seung-soo e Kim So-eun                 | Three Bold Siblings                   |
| 2022 | Lee Joon e Kang Han-na                     | Bloody Heart                          |
| 2022 | Lee Seung-gi e Lee Se-young                | The Law Cafe                          |
| 2022 | Na In-woo e Seohyun                        | Jinxed at First                       |
| 2022 | Yoon Shi-yoon e Bae Da-bin                 | It's Beautiful Now                    |
| 2022 | Seo In-guk e Oh Yeon-seo                   | Café Minamdang                        |

## Prêmio Especial
| Ano  | Vencedor(a)/(es)             | Notas                                                  |
| ---- | ---------------------------- | ------------------------------------------------------ |
| 2001 | Korean Arts                  | Emperor Wang Geon                                      |
| 2002 | Kim Sung-hwan                | Ator                                                   |
| 2003 | Choi Soo-jong                | Ator                                                   |
| 2004 | Yoon Seok-ho                 | Diretor, Winter Sonata                                 |
| 2005 | Im Byung-ki                  | Ator                                                   |
| 2006 | Moon Young-nam               | Roteirista, Famous Princesses                          |
| 2007 | Na Sang-yeob                 | Produtor, Sayuksin                                     |
| 2008 | Shin Hyun-taek               | CEO da Samhwa Networks, Mom's Dead Upset               |
| 2016 | Song Joong-ki e Song Hye-kyo | Prêmio de Melhor Casal da Ásia, Descendants of the Sun |
| 2019 | Kim Myung-soo                | Estrela Hallyu de K-Drama, Angel's Last Mission: Love  |
| 2019 | Kim Se-jeong                 | Estrela Hallyu de K-Drama, I Wanna Hear Your Song      |

## Trilha Sonora

### Melhor Trilha Sonora Original
| Ano  | Vencedor                         | Drama            |
| ---- | -------------------------------- | ---------------- |
| 2017 | BtoB – "Ambiguous" (알듯 말듯해) | Fight for My Way |

## Prêmios Descontinuados

### Melhor Ator noDrama Special/TV Cinema
| Ano  | Vencedor      | Drama                                    |
| ---- | ------------- | ---------------------------------------- |
| 1989 | Park In-hwan  | The Region of Calm                       |
| 1999 | Kim Kyu-chul  |                                          |
| 2000 | Park Sang-min | The Full Sun                             |
| 2000 | Won Bin       | Tough Guy's Love, Autumn in My Heart     |
| 2001 | Kim Ho-jin    | Tender Hearts                            |
| 2001 | Kim Kap-soo   | Emperor Wang Geon                        |
| 2002 | Jo Min-ki     | Hard Love                                |
| 2002 | Park Yong-ha  | Winter Sonata                            |
| 2003 | Kim Seung-soo | One Million Roses                        |
| 2003 | Park Yong-woo | Age of Warriors                          |
| 2004 | Rain          | Full House                               |
| 2004 | So Ji-sub     | I'm Sorry, I Love You                    |
| 2005 | Son Hyun-joo  | My Rosy Life                             |
| 2005 | Song Il-gook  | Emperor of the Sea                       |
| 2005 | Uhm Tae-woong | Resurrection, Delightful Girl Chun-hyang |
| 2006 | Go Joo-won    | Famous Princesses                        |
| 2006 | Kim Jin-tae   | Dae Jo-yeong                             |

### Melhor Atriz noDrama Special/TV Cinema
| Ano  | Vencedora      | Drama                        |
| ---- | -------------- | ---------------------------- |
| 1999 | Kim Hye-sun    |                              |
| 2000 | Bae Jong-ok    | Foolish Love                 |
| 2000 | Jung Sun-kyung | More Than Words Can Say      |
| 2001 | Kim Hye-ri     | Emperor Wang Geon            |
| 2001 | Yoon Hae-young | This Is Love                 |
| 2002 | Lee Hye-sook   | Stepmother                   |
| 2002 | Lee Tae-ran    | Who's My Love                |
| 2003 | Chu Sang-mi    | Yellow Handkerchief          |
| 2003 | Gong Hyo-jin   | Sang Doo! Let's Go to School |
| 2003 | Uhm Jung-hwa   | Wife                         |
| 2004 | Han Ga-in      | Terms of Endearment          |
| 2004 | Park Sun-young | Oh Feel Young                |
| 2005 | Lee Hye-sook   | A Farewell to Sorrow         |
| 2005 | Soo Ae         | Emperor of the Sea           |
| 2006 | Choi Jung-won  | Famous Princesses            |
| 2006 | Han Eun-jung   | Seoul 1945                   |

### Prêmio Fotogênico, Ator
| Ano  | Vencedor        | Drama              |
| ---- | --------------- | ------------------ |
| 2000 | Song Seung-heon | Autumn in My Heart |
| 2001 | Lee Joo-hyun    | Plum Blossom Story |

### Prêmio Fotogênico, Atriz
| Ano  | Vencedora    | Drama                   |
| ---- | ------------ | ----------------------- |
| 2000 | Song Hye-kyo | Autumn in My Heart      |
| 2001 | Han Go-eun   | Like Father, Unlike Son |

### PD do Ano
| Ano  | Vencedor        | Drama               |
| ---- | --------------- | ------------------- |
| 2000 | Kim Young-jin   | Did You Ever Love?  |
| 2001 | Yoon Chang-beom | Empress Myeongseong |

### Drama Preferido dos Telespectadores
| Ano  | Vencedor           |
| ---- | ------------------ |
| 2000 | Autumn in My Heart |
| 2000 | Emperor Wang Geon  |

### Prêmio de Simpatia
| Ano  | Vencedor       | Notas                                              |
| ---- | -------------- | -------------------------------------------------- |
| 2000 | Ki Jung-soo    |                                                    |
| 2007 | Park Seung-gyu | Presidente da Associação de Atores de Drama da KBS |
| 2008 | Lee Hyo-jung   | Ator                                               |